# Calling the World
Calling the World è il secondo album in studio del gruppo musicale statunitense Rooney, pubblicato il 17 luglio 2007 e anticipato dal singolo When Did Your Heart Go Missing?, pubblicato il 6 marzo dello stesso anno. Successivamente sono stati estratti i singoli I Should've Been After You e Are You Afraid?.

## Tracce
1. Calling the World – 3:02
2. When Did Your Heart Go Missing? – 3:31
3. I Should've Been After You – 4:23
4. Tell Me Soon – 3:19
5. Don't Come Around Again – 4:01
6. Are You Afraid? – 4:11
7. Love Me or Leave Me – 3:12
8. Paralyzed – 2:34
9. What For – 3:43
10. All in Your Head – 3:43
11. Believe in Me – 4:02
12. Help Me Find My Way – 4:12

### Tracce bonus
- Best Buy - Get Away
- iTunes - Sleep Song
- Target - Jump in My Bed
- UK Bonus tracks - Jump in My Bed e Get Away
- Japan Bonus tracks - all of the above